# Batavus Godofredus
Batavus Godofredus (Artois, ca.1490 – ca.1560) è stato un miniatore francese.

## Biografia
Non si hanno informazioni sicure sia della nascita sia del percorso di formazione artistica di Godofredus.
Gli storici dell'arte hanno stabilito che lavorò alla corte di Francesco I di Francia, ma le documentazioni reperibili non aiutano a definire più precisamente le sue opere.
I critici d'arte gli attribuiscono un De Bello Gallico, in tre volumi, eseguito con Albert Pigghe (Londra, British Museum); i Trionfi, del Petrarca (Parigi, Biblioteca dell'Arsenale), nei quali Godofredus evidenziò una certa influenza di Clouet, seppur conservando una distanza dal gusto rinascimentale.
Alcuni storici dell'arte identificano Godofredus con Geoffroy Tory, esteta e prototipografo.
Altre due opere, la cui attribuzione è incerta, il Libro d'Ore del re Enrico II, del 1550 circa, e Le Ore del Connestabile di Montmorency, mostrano caratteristiche, come la tecnica a grisaglia tipicamente utilizzata da Godofredus nei suoi lavori.